# Ibias
Ibias is een gemeente in de Spaanse provincie en regio Asturië met een oppervlakte van 333,30 km². Ibias telt 1.412 inwoners (1 januari 2016).

## Demografische ontwikkeling
Bron: INE, 1857-2011: volkstellingen
Opm.: In 1877 werd Degaña een zelfstandige gemeente